# Straßen- und Wegerecht
Das Straßen- und Wegerecht ist das öffentliche Sachenrecht an den Straßen (auch den Wasserstraßen), Wegen und Plätzen der Allgemeinheit.
Die straßen- und wegerechtliche Widmung geschieht durch einen Hoheitsakt der zuständigen Behörde. Rahmengesetze hierfür sind das Bundesfernstraßengesetz (FStrG) und die Straßengesetze der Länder (z. B. StrG-BW). Das FStrG gilt für alle Bundesstraßen und Bundesautobahnen. Öffentliche Wege niederer Klassen werden durch die Landesstraßen- oder -wegegesetze gewidmet. In Bayern gilt beispielsweise das Bayerische Straßen- und Wegegesetz (BayStrWG).
Nach dem Straßen- und Wegerecht werden Straßen regelmäßig dem Gemeingebrauch gewidmet. Hierbei wird regelmäßig der Träger der Straßenbaulast bestimmt. Mit dem Gemeingebrauch ist jedermann berechtigt, die Straßen im Rahmen der Widmung zu nutzen. Der Gemeingebrauch umfasst bspw. den üblichen Straßenverkehr, die Pflege zwischenmenschlicher Kommunikation oder das Verteilen von Flugblättern. Wird die Straße aber entgegen ihrer Widmung in erster Linie für kommerzielle Zwecke genutzt, liegt eine Sondernutzung vor, die genehmigungsbedürftig ist.
Das Wegerecht der Wasserstraßen umfasst im Wesentlichen die strompolizeilichen Regelungen. Dort, wo es sich um Grenzflüsse handelt, ist das Wegerecht teilweise völkerrechtlichen Regimen unterworfen.
Das Straßenverkehrsrecht hingegen dient der Regelung innerhalb der Nutzung einer Straße, eines Weges oder eines Platzes. Es soll innerhalb des Straßenverkehrs Gefahren abwehren und zugleich für die Sicherheit und Leichtigkeit des Verkehrs sorgen.
Das Straßenrecht/Wegerecht außerhalb des Fernverkehrs ist nach dem Grundgesetz für die Bundesrepublik Deutschland nicht Gegenstand der konkurrierenden Gesetzgebung, sondern liegt in der Gesetzgebungskompetenz der Länder.

## Bayern
In Bayern werden die Rechtsverhältnisse an öffentlichen Straßen, mit Ausnahme der Bundesfernstraßen, nach dem Bayerischen Straßen- und Wegegesetz geregelt.
Als Straßen werden hierbei nicht nur die eigentlichen Fahrbahnen verstanden, sondern auch Dinge wie Straßengrund, Straßenunterbau, Dämme, Durchlässe, Brücken, Zubehör (z. B. Verkehrszeichen), der Luftraum über der Straße usw.
Die Straßen werden sodann in Straßenklassen eingeteilt, wobei die Einteilung ausschließlich auf Grund der Verkehrsbedeutung erfolgt. Das Bayerische Straßen- und Wegegesetz unterscheidet hier in folgende Straßenklassen:
1. Staatsstraßen
2. Kreisstraßen
3. Gemeindeverbindungsstraßen, Ortsstraßen (Gemeindestraßen)
4. Öffentliche Feld- und Waldwege, Beschränkt-öffentliche Wege, Eigentümerwege (sonstige öffentliche Straßen)

Die Straßen werden durch Verwaltungsakt (in Form einer Allgemeinverfügung) von der jeweiligen Straßenbaubehörde öffentlich gewidmet. Durch die Widmung erhält die Straße die Eigenschaft einer öffentlichen Straße. Hierfür ist die Zustimmung des Grundstückseigentümers und des Trägers der Straßenbaulast (sofern es sich hierbei nicht um die Straßenbaubehörde selbst handelt) erforderlich.
Sofern sich die Verkehrsbedeutung einer Straße geändert hat oder eine Straße in einer falschen Straßenklasse eingeordnet ist, ist die Straßenbaubehörde verpflichtet, die Straße in die neue bzw. richtige Straßenklasse umzustufen. Dies erfolgt ebenfalls mittels eines Verwaltungsaktes in Form einer Allgemeinverfügung. Hierfür ist die Zustimmung der Straßenaufsichtsbehörde erforderlich.
Einer Straße kann die Eigenschaft einer öffentlichen Straße auch wieder entzogen werden. Dies geschieht mittels einer Einziehung. Eine Einziehung ist jedoch nur dann zulässig, wenn die Straße jede Verkehrsbedeutung verloren haben sollte oder überwiegende Gründe des öffentlichen Wohls vorliegen. Bevor eine Einziehung erfolgen darf, muss die Absicht der Einziehung 3 Monate vorher ortsüblich bekannt gemacht werden.
Der Träger der Straßenbaulast ist für den Bau und die Unterhaltung der Straße verantwortlich. Nicht in den Aufgabenbereich der Straßenbaulast fallen Beleuchtung, Reinigung und Winterdienst. Bei diesen Dingen handelt es sich um gemeindliche Aufgaben zur Wahrung der öffentlichen Sicherheit und Ordnung.